# Wilhelm Eilers (Orientalist)
Wilhelm Eilers (* 27. September 1906 in Leipzig; † 3. Juli 1989 in Würzburg) war ein deutscher Iranist.

## Leben
Eilers studierte Musik- und Rechtswissenschaften sowie Sprach- und Keilschriftwissenschaften in Freiburg im Breisgau, München und Leipzig, u. a. bei Hans Heinrich Schaeder. Er machte Bekanntschaft mit Walther Hinz. 1931 promovierte er in Leipzig über Gesellschaftsformen im alt-babylonischen Recht. Im selben Jahr wurde er Mitglied der DMG. 1936 habilitierte er bei Schaeder in Leipzig. Ab 1936 war er wissenschaftlicher Referent am Archäologischen Institut des Deutschen Reichs (AIDR) in Berlin. 1937 reiste er in den Iran, um zunächst in Teheran, dann in Isfahan eine Außenstelle des AIDR aufzubauen, nachdem ein Plan zum Aufbau einer Zweigstelle im irakischen Bagdad durch Eilers wegen ausbleibender finanzieller Unterstützung durch die Kanzlei des Führers nicht zustande gekommen war. Am 16. Juni 1937 beantragte Eilers die Aufnahme in die NSDAP und wurde zum 1. Mai 1939 aufgenommen (Mitgliedsnummer 7.050.868).
1941 geriet Eilers, der zu dieser Zeit auch Kulturwart der Ortsgruppe Isfahan der NSDAP/AO war, bei Forschungsarbeiten am AIDR in Isfahan in britische Kriegsgefangenschaft und wurde bis 1947 in Australien interniert. Dort lehrte er an der Universität Sydney Hebräische Sprache, danach unterrichtete er in Colombo. 1952 kehrte er nach Deutschland zurück und wurde Sachbearbeiter der Orientalia an der Westdeutschen Bibliothek in Marburg, wobei es sich um die ausgelagerten Bestände der Preußischen Staatsbibliothek handelte; zugleich hatte er einen Lehrauftrag am Semitistischen Seminar in Marburg. Ab 1962 war er Professor für Orientalistik in Würzburg. Zudem war er einer der Mitherausgeber der Encyclopædia Iranica. Seit 1973 war er ordentliches Mitglied der Bayerischen Akademie der Wissenschaften.

## Ehrungen
- 1974: Ehrendoktor der Universität Teheran
- 1974: Humayun-Orden (Commandeur)
- 1981: Verdienstkreuz 1. Klasse der Bundesrepublik Deutschland

## Veröffentlichungen
- Die Gesetzesstele Chammurabis. Gesetze um die Wende des dritten vorchristlichen Jahrtausends. 1932 (Neuausgabe 2009: Codex Hammurabi: Die Gesetzesstele Hammurabis von Hammurabi.)
- Iranische Beamtennamen in der keilschriftlichen Überlieferung. Abhandlungen für die Kunde des Morgenlandes Band 25.  Harrassowitz, Wiesbaden 1940.
- Der alte Name des persischen Neujahrsfestes (= Abhandlungen der Akademie der Wissenschaften und der Literatur. Geistes- und sozialwissenschaftliche Klasse. Jahrgang 1953, Band 2). Verlag der Wissenschaften und der Literatur in Mainz (in Kommission bei Franz Steiner Verlag, Wiesbaden). Mainz 1953.
- Deutsch-Persisches Wörterbuch. In mehreren Lieferungen von A bis feucht erschienen zwischen 1959 und 1983
- Als Herausgeber: Persische Handschriften. Teil 1. 1968
- Die vergleichend-semasiologische Methode in der Orientalistik. 1974
- Herausgegeben mit Ulrich Schapka: Westiranische Mundarten aus der Sammlung Wilhelm Eilers. Band 1: Die Mundart von Chunsar. 1976; Band 2: Die Mundart von Gäz. 1979; Band 3: Die Mundart von Sivänd. 1988
- Sinn und Herkunft der Planetennamen. 1978
- Geographische Namengebung in und um Iran. Ein Überblick in Beispielen. 1982
- Der Name Demawend. 1988